# Stenopsyche tapaishana
Stenopsyche tapaishana is een schietmot uit de familie Stenopsychidae. De soort komt voor in het Palearctisch gebied.